# 吉田忠智
吉田 忠智（よしだ ただとも、1956年〈昭和31年〉3月7日 - ）は、日本の政治家。立憲民主党所属の参議院議員（3期）。立憲民主党大分県連代表。
自治労大分県職員連合労働組合委員長、大分県議会議員（3期）、県民クラブ幹事長、社会民主党政策審議会長（第8代）、同党首（第4代）、同幹事長（第9代）を歴任した。

## 来歴

### 生い立ち
大分県臼杵市生まれ。大分県立鶴崎工業高等学校に入り陸上選手を目指すも、膝の故障で断念し、進学に進路変更する。
1年の浪人生活を経て、九州大学農学部に入学。卒業後は大分県庁に農業土木の技術職員として入庁。労働組合活動を通じて、自治労大分県職員連合労働組合（大分県職労）で書記長、執行委員長を歴任。

### 県政にて
その後、国会へと転身した重野安正の後継として大分県議会議員となり3回当選。大分県議会では、決算特別委員会、福祉保健生活環境委員会、予算特別委員会にて副委員長を務めた。
2003年には、大分県議会の商工労働観光企業委員会にて委員長に就任した。また、大分県議会の会派である「県民クラブ」にて、2008年より幹事長を務めた。

### 国政にて

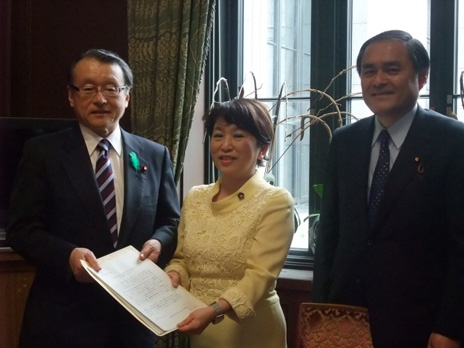
2012年4月、社会民主党党首福島瑞穂（中央）とともに内閣府特命担当大臣（男女共同参画担当）中川正春（左）からポジティブ・アクション導入の検討を求める要請文を受領

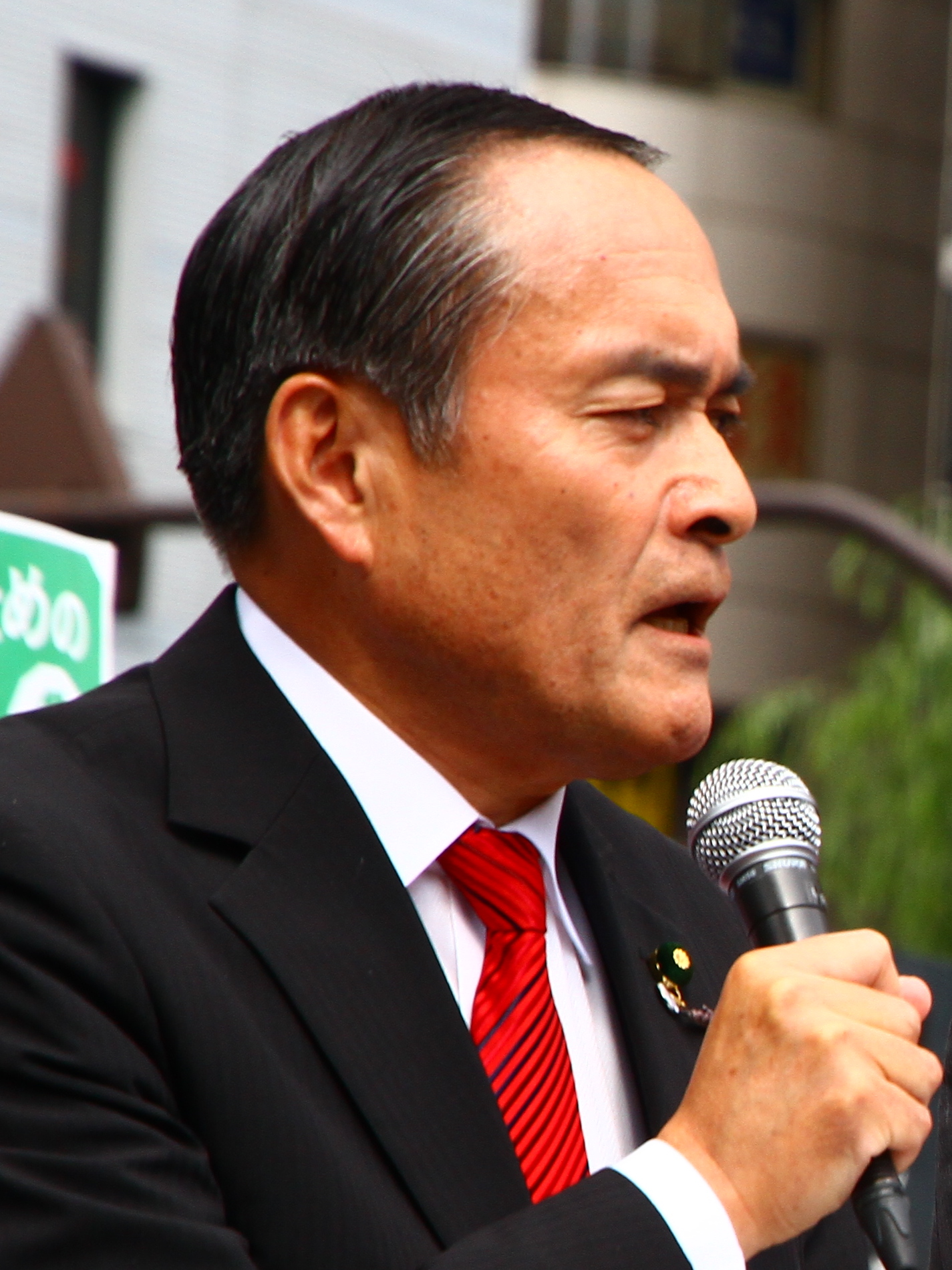
2017年10月、新橋駅前SL広場にて

2010年の第22回参議院議員通常選挙に社会民主党公認で比例区から立候補し、同党の候補者の中では福島瑞穂に次ぐ2位の個人票を集めて、初当選した。なお、大分県職労から大分県議、国会議員になった経歴は、村山富市、重野安正と同じである。
社会民主党の参議院議員団においては、2010年より参議院国会対策委員長を務め、2011年には参議院幹事長に就任するなど、要職を歴任した。2013年には、社民党本部の政策審議会長に就任した。
2013年9月26日、同年7月の第23回参議院議員通常選挙における社民党大敗の責任をとる形で党首を辞任した福島瑞穂の後任を決める党首選への出馬を表明した。同年10月14日、17年振りとなる党首選で石川大我を破って第4代党首に選出された。党首就任後「脱原発」を訴える元内閣総理大臣、小泉純一郎と電撃会談し、意見交換を行った。
2015年8月15日に在日本大韓民国民団主催の第70周年光復節中央記念式典に出席した。
2016年7月10日に執行された第24回参議院議員通常選挙にて落選し、7月14日に社民党党首を引責辞任する意向を表明。しかし、9月1日に開催された社民党常任幹事会での慰留を受け入れて非議員ながら党首を続投することとなった。
2018年1月に予定されていた社民党党首選挙には出馬せず、同年2月25日に任期満了に伴い退任した。
2019年7月21日に執行された第25回参議院議員通常選挙に比例区から出馬し、再選。3年ぶりに国政に復帰した。この選挙における社会民主党公認候補者唯一の当選者だった。
2020年2月22日の党大会において幹事長に選出された。吉田らは立憲民主党との合流を模索し、同年11月14日の臨時党大会では希望する党員・地方組織の離党と立憲民主党への合流を容認する議案が可決。12月17日に吉田は「離党して立憲民主に合流する。政治を正すためには質的にも量的にもしっかりした野党を作っていかなければならず、社会民主主義的な理念政策を立憲民主の中で広げていきたい」と述べ、立憲民主党へ合流することを正式表明した。24日に吉田と副党首の吉川元は社民党に離党届を、立憲民主党に入党届を提出し、いずれも同日受理された。
2021年10月31日の第49回衆議院議員総選挙で立憲民主党は議席を「109」から「96」に減らし、11月2日、枝野幸男代表は引責辞任を表明。枝野の辞任に伴う代表選挙（11月30日実施）では逢坂誠二の推薦人に名を連ねた。
2023年3月19日、立憲民主党大分県連は吉田を4月に行われる参議院大分県選挙区の補欠選挙候補に決定した。3月28日には参議院に議員辞職願を提出、2日後の3月30日、参議院本会議で辞職が了承された。吉田は前回当選時には社民党比例名簿1位で当選しているため補充議員は立憲民主党ではなく社民党からとなり、同党名簿順位2位と3位の候補者が削除されているため、同4位の大椿裕子現同党副党首が繰り上げ当選した。4月23日の投開票の結果、自由民主党公認の白坂亜紀に341票差で敗れ落選した。
2024年2月21日、立憲民主党大分県連は翌年夏の参院選大分県選挙区に吉田の擁立を決め、党本部に公認を申請した。党本部は同月27日の常任幹事会で吉田の擁立を決定した。当開票の結果、自民党の白坂らを破り、当選。

## 政策・主張

### 憲法
- 憲法改正について、2016年の朝日新聞社、同年の毎日新聞社、2025年のNHK、同年の読売新聞社のアンケートで「反対」と回答[26][27][28][29]。

- 9条改憲について、2016年の毎日新聞社のアンケートで「反対」と回答[27]。9条への自衛隊の明記について、2025年のNHKのアンケートで「反対」と回答[28]。

- 憲法を改正し緊急事態条項を設けることについて、2025年のNHKのアンケートで「反対」と回答[28]。

### 外交・安全保障
- 「他国からの攻撃が予想される場合には先制攻撃もためらうべきではない」との問題提起に対し、2016年の朝日新聞社のアンケートで「反対」と回答[26]。

- 「北朝鮮に対しては対話よりも圧力を優先すべきだ」との問題提起に対し、2016年の朝日新聞社のアンケートで「反対」と回答[26]。

- 安全保障関連法の成立について、2016年の毎日新聞社のアンケートで「廃止すべき」と回答[27]。

- 普天間基地の辺野古移設について、2016年の毎日新聞社のアンケートで「反対」「国外に移設すべき」と回答[27]。

- 日本の防衛力をさらに強化することについて、2025年の日本テレビのアンケートで「反対」と回答[30]。

- 2014年4月21日、元行政刷新担当大臣の蓮舫と連名で、第2次安倍内閣が目指す憲法解釈変更による集団的自衛権の行使容認を支持しないようアメリカ大統領のバラク・オバマに求める文書を在日米大使館に提出した[31]。

### ジェンダー
- 選択的夫婦別姓制度の導入について、2016年の朝日新聞社、2025年の日本テレビ、同年の読売新聞社のアンケートで「賛成」と回答[26][30][29]。

- 同性婚を可能とする法改正について、2016年の朝日新聞社、2025年のNHK、同年の日本テレビのアンケートで「賛成」と回答[26][28][30]。

### その他
- 永住外国人への地方参政権付与について、2016年の朝日新聞社のアンケートで「賛成」と回答[26]。

- 首相の靖国神社参拝について、2016年の朝日新聞社のアンケートで「反対」と回答[26]。

- 「治安を守るためにプライバシーや個人の権利が制約されるのは当然だ」との問題提起に対し、2016年の朝日新聞社のアンケートで「反対」と回答[26]。

- 「原子力発電所は日本に必要だと思うか」との問いに対し、2016年の毎日新聞社のアンケートで「必要ない」と回答[27]。

- 2016年の米国大統領選挙について「ドナルド・トランプとヒラリー・クリントンのどちらを支持するか」との問いに対し、2016年の毎日新聞社のアンケートで「クリントン」と回答[27]。

- 2016年2月8日、高市早苗総務大臣は、放送局が政治的公平性を欠く放送を繰り返した場合、放送法4条違反を理由に電波停止を命じる可能性に言及した[32][33]。安倍晋三首相は2月15日の衆議院予算委員会で野党の批判に反論し、高市の発言を擁護した[34]。政府の姿勢をどう思うかとの問いに対し、2016年の毎日新聞社のアンケートで「問題だ」と回答[27]。

- 高校無償化をめぐっては朝鮮学校への適用に賛成し、2013年4月25日に実施された「『高校無償化』制度の朝鮮学校への即時適用と補助金復活を求める院内集会」に社民党幹事長の又市征治参院議員、同政策審議会長の吉田、民主党の江崎孝参院議員、日本未来の党の阿部知子衆院議員、社民党の吉川元衆院議員、民主党の有田芳生参議院議員らが参加し朝鮮学校に「無償化」をこれからも働きかけることを表明した[35]。

- 「2025年の参院選後、連携したいと考える政党を次の中からあげてください」との同年の読売新聞社のアンケートに対し「国民民主党、社民党」と回答[29]。

## 人物
- 1994年、村山内閣が「自衛隊合憲」を表明した際、大分県職労書記長在任中であった吉田は、同郷で大分県職労出身の組織内議員だった村山を支える立場にいたことから、労組の会合で激しい批判にさらされたとされる[36]。なおこの件に関しては、社会民主党党首に就任後、報道の取材において「十分な議論や国民の理解を得ることなく政策転換し、社民党の議席を減らすことになった」と述べており、党が低迷する大きなきっかけをつくったのは、村山が首相当時に打ち出した「自衛隊合憲」だったとしている[36]。

- 第22回参議院選挙では、ソフトバンクモバイルのキャンペーン名と自身の名前の読みが同一であることに着目し、陣営では同キャンペーンを模したポスターを掲示する戦術を展開した[37][38]。なお、これについて、ソフトバンク側は同じ読みでも意味合いが全く違い問題ないとし、総務省も特定企業の宣伝にはならないという見解を示している[39]。その後ソフトバンク側も、「ただともの国を一緒に」というキャッチコピーでキャラクターを「選挙に出馬」させるCMを放送した。

- 2019年に行われた即位礼正殿の儀など一連の儀式に関して、社民党は、儀式について「君主制や神道の色彩を強く反映し、憲法上の疑義が残る」とのコメントを発表し批判的な立場を取る中[40]、吉田は社民党の国会議員では唯一出席した。なお儀式に出席するかの判断は個々の議員の判断に委ねられていた[41]。

- 家族：妻、長男、次男[2]。

## 役職
- 大分県体育協会常務理事[2]
- 大分県地方自治研究センター理事[2]
- 大分モンゴル親善連絡事務所世話人[2]
- 社会民主党大分県連合副代表[2]
- 連合大分議員懇談会副幹事長[2]
- 大分県自治体議員団会議幹事長[2]
- 大分県ウエイトリフティング協会会長（2003年～）[2]
- 大分県バンドテニス協会会長（2005年度～）[2]
- 大分舞鶴高校ラグビー部後援会顧問（2004年度保護者会長）[2]
- ネットワーク「地球村」会員（日本最大の環境NGO）[2]

## 所属団体・議員連盟
- 立憲フォーラム（呼びかけ人）
- 社会民主主義フォーラム[42]（会長[要出典]）

## 選挙歴
| 当落 | 選挙                         | 執行日         | 年齢 | 選挙区       | 政党       | 得票数     | 得票率 | 定数 | 得票順位 /候補者数 | 政党内比例順位 /政党当選者数 |
| ---- | ---------------------------- | -------------- | ---- | ------------ | ---------- | ---------- | ------ | ---- | ------------------ | ---------------------------- |
| 当   | 2000年大分県議会議員補欠選挙 | 2000年8月27日  | 44   | 大分市選挙区 | 社会民主党 | ーー票     | ーー   | 2    | /                  | /                            |
| 当   | 2003年大分県議会議員選挙     | 2003年4月13日  | 47   | 大分市選挙区 | 社会民主党 | 1万2992票  | 6.11%  | 13   | 10/16              | /                            |
| 当   | 2007年大分県議会議員選挙     | 2007年4月8日   | 51   | 大分市選挙区 | 社会民主党 | 1万2536票  | 6.00%  | 13   | 11/17              | /                            |
| 当   | 第22回参議院議員通常選挙     | 2010年07月11日 | 54   | 参議院比例区 | 社会民主党 | 13万746票  | ーー   | 48   | /                  | 2/2                          |
| 落   | 第24回参議院議員通常選挙     | 2016年07月10日 | 60   | 参議院比例区 | 社会民主党 | 15万3197票 | ーー   | 48   | /                  | 2/1                          |
| 当   | 第25回参議院議員通常選挙     | 2019年07月21日 | 63   | 参議院比例区 | 社会民主党 | 14万9287票 | ーー   | 50   | /                  | 1/1                          |
| 落   | 第25回参議院議員補欠選挙     | 2023年4月23日  | 67   | 大分県選挙区 | 立憲民主党 | 19万5781票 | 49.96% | 1    | 2/2                | /                            |
| 当   | 第27回参議院議員通常選挙     | 2025年07月20日 | 69   | 大分県選挙区 | 立憲民主党 | 20万7250票 | 39.28% | 1    | 1/5                | /                            |